# Балка Ушакова
Ушакова балка — балка в Нахимовском районе Севастополя на Корабельной стороне в 2 км к востоку от мыса Павловского. Названа в честь русского флотоводца Фёдора Ушакова, по приказу которого в этой балке был заложен парк. 
Парк Ушаковой балки в конце XIX — начала XX века был любимым местом отдыха моряков и жителей Корабельной стороны. Через Ушакову и Аполлонову балки был проложен Севастопольский акведук.
В 1920-х годах балку переименовали, дав ей название Комсомольская. Однако новое название не было принято севастопольцами и балке вернули её первоначальное название. Для отдыха устроены беседки, карусель, площадки отдыха.
В Ушаковой балке растёт целый ряд растений, занесённых в Красную Книгу, в том числе реликтовая фисташка, в связи с чем балка объявлена государственным памятником природы.
- Парк «Балка Ушакова» — ботанический памятник
- Лестница на площадь Макарова
- Майский цвет